# Yoon Kyung-shin
Yoon Kyung-shin, južnokorejski rokometaš, * 7. julij 1973, Seul.
Leta 2004 je na poletnih olimpijskih igrah v Atenah v sestavi južnokorejske reprezentance osvojil 8. mesto.